# 酒杯

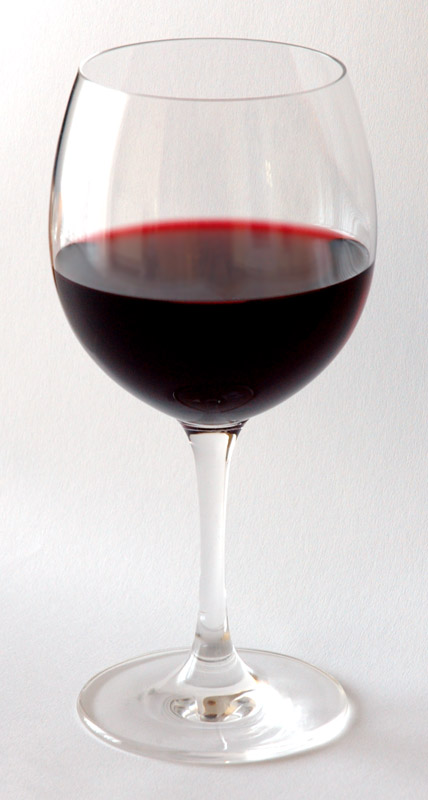
紅酒杯

各种形状的酒杯

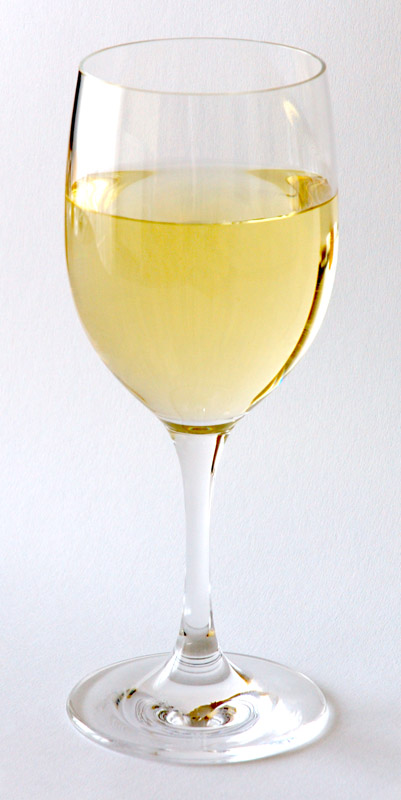
白酒杯

酒杯是一种用来饮用和品尝葡萄酒的玻璃杯。大多数酒杯都是高脚杯。红酒杯的特点是杯身更圆、更宽，它還分為波尔多酒杯和勃艮第酒杯。

## 材質
高品质的酒杯曾经是由鉛玻璃制成，它比普通玻璃更重，但由于摄入铅後會產生健康问题，导致它们被无铅玻璃所取代。